# 西館村
西館村（にしだてむら）は、かつて秋田県北秋田郡にあった村。現在の大館市南東部、花輪線扇田駅の南西、国道285号沿線にあたる。

## 地理
- 山：達子森、長者森、薬師森
- 河川：犀川

## 歴史
- 1877年（明治10年） - 釣田村が達子村に合併する。また時期不明だがこのころ寺崎村が八木橋村に合併する。
- 1889年（明治22年）4月1日 - 町村制の施行により、笹館村、谷地中村、達子村、八木橋村、片貝村、小坪沢村、白沢水沢村の区域をもって発足。
- 1952年（昭和27年）1月20日 - 谷地中字一の渡で立又鉱山操業開始[1]。
- 1955年（昭和30年）3月31日 - 扇田町・大葛村・東館村と合併して比内町が発足。同日西館村廃止。

## 主な施設など
- 立又鉱山